# Mao Jian
Mao Jian (毛尖) är ett känt te från Henanprovinsen som är med på många av listorna över De berömda kinesiska teerna.